# 奥列霍夫卡河
奧列霍夫卡河（羅馬化：Reka Orekhovka），前称三道瓦库河（俄语：Река Сандо-Вака, Река Сандо-Ваку），是俄羅斯濱海邊疆區达利涅列琴斯克区的河流，屬於马利诺夫卡河的最長支流，河道全長80公里，流域面積1,810平方公里，最大深度6至8米，总落差528米，冬季時因長期降雨而經常氾濫。1972年更为现名。